# Tadeusz Szetela (polityk)
Tadeusz Szetela (ur. 16 lutego 1901 w Dobrzechowie, zm. 8 kwietnia 1983 tamże) – polski działacz ludowy, poseł na Sejm II RP IV kadencji.

## Życiorys
Ukończył cztery klasy ówczesnej galicyjskiej szkoły wiejskiej, jednak przez całe życie dokształcał się samodzielnie. Poza prowadzeniem gospodarstwa rolnego w Dobrzechowie poświęcił się działalności społeczno-gospodarczej i częściowo politycznej. W 1921 był współzałożycielem Koła Młodzieży Wiejskiej w Dobrzechowie, działaczem miejscowego kółka rolniczego i ochotniczej straży pożarnej (w 1924 został naczelnikiem). Należał również do Polskiego Stronnictwa Ludowego „Piast”. Po utworzeniu gmin zbiorowych został wójtem gminy Strzyżów (1935–1941). Został też wybrany posłem na Sejm II Rzeczypospolitej IV kadencji (1935–1938) z listy BBWR. 
Pełnił funkcję prezesa wojewódzkiego zarządu Związku Młodzieży Wiejskiej we Lwowie (od 1925), wiceprezesa okręgowego Towarzystwa Rolniczego, radcy Izby Rolniczej we Lwowie, a 9 czerwca 1937 płk Adam Koc mianował go przewodniczącym okręgowych organizacji wiejskich Obozu Zjednoczenia Narodowego we Lwowie. Po reorganizacji struktur w lutym 1938 wyznaczony wiceprzewodniczącym okręgu lwowskiego OZN. 
W chwili wkroczenia Niemców do Strzyżowa i podczas okupacji pełnił funkcję wójta. W 1941, nie chcąc składać przysięgi lojalności wobec okupanta, złożył rezygnację z urzędu. Był krótko więziony z powodu donosu. Do końca okupacji hitlerowskiej współpracował z ruchem oporu, lecz żadnych funkcji nie pełnił. 
Po zakończeniu II wojny światowej pracował początkowo społecznie w spółdzielczych organizacjach rolniczych. Był współzałożycielem Towarzystwa Miłośników Ziemi Strzyżowskiej. Po przejściu na „chłopską emeryturę”  poświęcił czas badaniom historii swej rodzinnej wsi Dobrzechów i okolicy. Tak powstały dwie monografie: Dzieje Dobrzechowa. Opowieść o rodzinnej wsi (1981) i Zarys dziejów Kożuchowa (wydana po śmierci autora w 1985).
Pochowany na cmentarzu w Dobrzechowie.

## Ordery i odznaczenia
- Krzyż Oficerski Orderu Odrodzenia Polski (1938)[3][4]
- Brązowy Krzyż Zasługi (15 kwietnia 1929)[5]